# Municipio de Mārupe
El municipio de Mārupes (en Letón: Mārupes novads) es uno de los 36 municipios de Letonia. Se encuentra localizado en el centro de dicho país báltico. Fue creado durante el año 2009, después de una reorganización territorial. La capital es la villa de Mārupe.

## Ciudades y zonas rurales
- Jaunmārupe (villa)
- Mārupe (villa)
- Skulte (villa)
- Tīraine (villa)
- Mārupes pagasts (zona rural)

## Población y territorio
Su población se encuentra compuesta por un total de 13.958 personas (2009). La superficie de este municipio abarca una extensión de territorio de unos 103,9 kilómetros cuadrados. La densidad poblacional es de 134,34 habitantes por cada kilómetro cuadrado.